# Métro de Turin
Le métro de Turin est un réseau de métro léger d'une seule ligne desservant la ville de Turin, capitale du Piémont ainsi que la commune voisine de Collegno. La première ligne a ouvert ses portes le 4 février 2006 à l'occasion des Jeux olympiques d'hiver. Reliant les stations Fermi au nord-ouest et Bengasi au sud-est, la ligne dessert 23 stations sur 15,1 km. La technologie utilisée est le système VAL. L'exploitant est la société Gruppo Torinese Trasporti qui dépend de la ville de Turin. La ville dispose également d'un réseau de tramway.

## Histoire

### Un premier projet enterré
L'histoire du métro de Turin débute dans les années 1930, époque à laquelle un premier projet de chemin de fer souterrain est proposé. Une partie du tunnel est même mise en chantier avant que le projet ne soit finalement abandonné. La section déjà construite a aujourd'hui été reconvertie en parking souterrain.

### Tramway ou métro, un choix difficile
L'idée de construire un métro à Turin est relancée dans les années 1960, où plusieurs projets et études de faisabilité se succèdent. Il est alors envisagé de construire une ligne reliant les banlieues au centre-ville en desservant les usines Fiat, mais ce projet est à son tour abandonné. Du fait de la relative dispersion des habitants de la ville, il fut en effet impossible de trouver un corridor de transport de plus de 30 000 voyageurs par heure justifiant la construction d'un métro classique.
En 1979, l'étude d'une ligne de métro ou de tramway rapide, reliant Turin et Rivoli à l'ouest, est confiée à Fiat Engineering et Metropolitana Milanese. L'étude propose la réalisation d'une ligne de métro de 14,2 km (5,5 km en surface et 8,7 km en souterrain), qui ne fut pas réalisée du fait des ressources financières de la ville. Au début des années 1980, la municipalité envisagea un réseau de tramway de cinq lignes, 100 km au total. Finalement seule une ligne sera réalisée, mise en service partiellement en 1987. En 1989, toujours dans le cadre du projet du nouveau réseau de tramway, une mise en souterrain de la ligne est - ouest est de plus en plus envisagée.

### Le choix du métro automatique léger
La capacité de transport de la ligne oriente le conseil municipal vers l'option d'une ligne de métro automatique à faible gabarit pour réduire le coût de construction du tunnel. Trois sociétés font alors des propositions : la société canadienne UTDC soutenue par Ansaldo, la société japonaise Kawasaki, soutenue par Firema, et la société française Matra Transport soutenue par Fiat dans le cadre de la société commune Transfima (filiale de Fiat Impresit et de Matra Transport) avec la technologie VAL. C'est en juillet 1991 que le conseil municipal de la ville et son maire Valentino Castellani décide de proposer un système VAL en finançant des études d'avant-projet. Il est prévu que la première ligne de métro de l'agglomération s'étendra, en souterrain, sur 14 km avec 26 stations dont 9 km et 16 stations dans une première phase (section est - ouest allant de Collegno à la station ferroviaire Porta Nuova). Sa capacité de transport s'élèverait à 17 000 passagers/heure/sens. Mais son financement est loin d'être bouclé.
La municipalité lance son projet estimé à 1,2 milliard de lires, mais les années suivantes vont être consacrées surtout à la recherche du financement. La réalisation du projet est également retardée par la prudence nécessaire du fait de l'opération mains propres. En 1993, le choix du VAL est confirmé, en 1995 le choix du projet est approuvé en comité interministériel, en mai 1997 un décret débloque la subvention.

### La construction de la ligne 1
C’est le 25 juillet 2000, jour du 9e anniversaire du choix du VAL, que le contrat de réalisation du premier tronçon a été signé par Transfima et SATTI, société mandatée par la ville pour la construction et l'exploitation du métro, créée en février 1999. Ce contrat de 300 milliards de lires (155 millions d'euros) clé-en-main porte sur l'ensemble du système du premier tronçon de la ligne 1, de Fermi à Porta Nuova (9,6 km dont 8,3 km en exploitation commerciale et 15 stations), à l’exception du matériel roulant VAL 208 qui doit faire l’objet d’un contrat de fourniture séparé. En décembre 2000, c'est la signature du contrat de maitrise d'œuvre du génie civil avec un groupement comprenant Systra pour les études détaillées et le suivi des travaux des tunnels, stations et du garage atelier. En octobre 2001, Siemens, devenu maison mère de Matra Transport depuis 1998, signe le contrat de matériel roulant pour 46 rames (23 trains) VAL 208 avec un premier lot de pièces détachées, d'une valeur de 81,1 millions d'euros. Les véhicules seront produits par l'usine Siemens à Vienne, les trains de roulement (bogies et essieux) dans celle de Graz. De fait les caisses des véhicules seront réalisées dans l'usine de Prague. Les autres sociétés participantes à la construction sont Systra (mandataire et pilote technique), Geodata (bureau italien d'études), Cegelec (réseau courants forts), Gemmo (caméras, fibre optique, passerelles d'évacuation dans le tunnel), Vossloh et Bori Costruzioni (pose des voies).
Le chantier est ouvert le 19 décembre 2000, les travaux commencent mi-2001. La construction du tunnel est divisée en cinq lots dont un lot pour une construction en tranchée couverte et trois lots pour une construction par tunnelier. Les premiers véhicules roulent en essais en septembre 2004. La date prévue pour la mise en service est le 30 novembre 2005 à temps pour l'ouverture des Jeux olympiques d'hiver de 2006. Près de 600 personnes sont mobilisées pour la construction du métro.

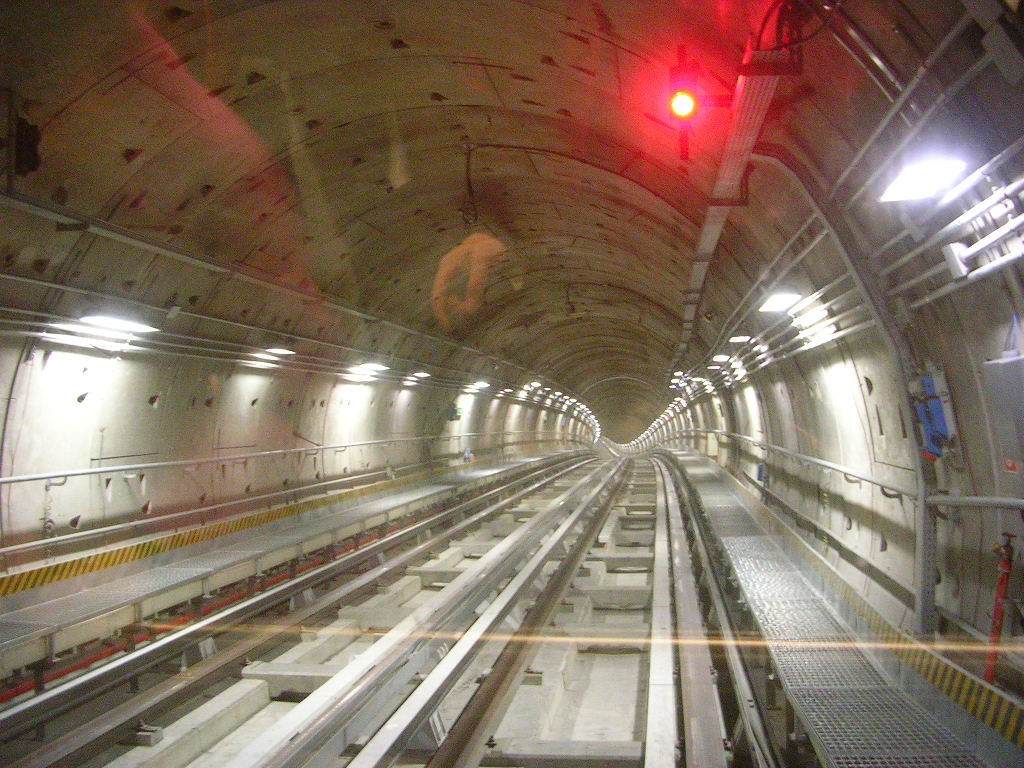
Tunnel de la ligne 1 et signal de sortie de station.

Compte-tenu du faible gabarit des trains, le diamètre du tunnel à doubles voies doit atteindre 6,9 mètres. Le tunnel entre la station Fermi et la station de Porta Nuova a été réalisé en trou borgne à l’aide de trois “taupes” mécaniques à pleine section (TBM - Tunnel Boring Machine). La fraise de chaque machine a un diamètre de 7,82 m et le tunnelier une longueur d'environ 80 m. Les 10 premiers mètres sont constitués par le bouclier doté d'une tête d'excavation qui creuse à une vitesse d'environ 10 à 12 mètres par jour. Au bouclier est raccordé le back-up, qui accueille le tapis roulant pour l’évacuation des déblais ; les déblais sont ensuite déchargés sur des trains de travaux qui les transportent jusqu’aux stations de marinage. Les tunneliers peuvent creuser 365 jours par an. En même temps qu'il creuse, le tunnelier réalise le revêtement du tunnel à l'aide de voussoirs en béton-acier préfabriqués en usine formant des anneaux (sept voussoirs par anneau). Le gros œuvre du tunnel est alors terminé. Viennent ensuite les travaux de pose des équipements de voies des trains, des installations techniques et des dispositifs de sécurité pour l’ensemble du système. L'ensemble des travaux du tunnel est terminé en mars 2005. Les essais de « marche à blanc » des véhicules se termineront fin janvier 2006.
Le coût total du projet est initialement estimé à près de deux milliards de lires (un milliard d'euros) dont 60 % à la charge de l’État, 10 % de la région et 30 % de la ville de Turin, dont 1 266 milliards lires (654 M.€) pour la première phase et 645 milliards lires (333 M.€) pour le prolongement sud de la ligne, environ 4,5 km en souterrain et sept nouvelles stations. Le coût de la première phase est alors estimé à 400 millions d'euros pour le génie civil et 82 millions d'euros pour le matériel roulant.

### Prolongement de la ligne 1 au sud
Le prolongement de la ligne 1 au sud du terminus Lingotto, avec deux stations Italia '61 - Regione Piemonte et Bengasi, a été approuvé en 2008 et en 2009, les fonds (106 millions d'euros) ont été affectés. Les travaux préliminaires pour la construction ont commencé au cours du premier semestre de l'année 2012. Les nombreuses difficultés survenues et le renoncement de l'entreprise attributaire ont considérablement ralenti le calendrier. Siemens (ex-Matra Transport) obtint le contrat système en février 2013. En juillet 2014, les nouveaux délais de construction furent définis avec la nouvelle société chargée de la réalisation des travaux. Les prévisions d'ouverture du tronçon furent fixées à la fin de l'année 2017.
D'autres difficultés opérationnelles ont encore modifié la date d'achèvement à plusieurs reprises,. Les essais dynamiques de circulation des trains ont commencé dès le 12 janvier 2021, entraînant une fermeture anticipée le soir de la ligne de métro. Une fermeture anticipée à 22 heures, du 15 février au 26 mars, a permis l'achèvement de l'installation des systèmes propres à l'exploitation de la ligne ainsi que leur essai, l'installation de la signalisation du tunnel et la réalisation des essais de circulation des trains.
Le coût du tronçon Lingotto - Bengasi fut estimé à environ 193 millions d'euros pour 1,9 km (soit 103 millions d'euros/km),.

### Les mises en service
Le premier tronçon de la ligne a été inauguré le 4 février 2006 entre les stations Fermi et XVIII Dicembre, soit 7,5 km et onze stations, six jours avant l'ouverture des Jeux Olympiques, mais avec un trajet plus court qu'initialement prévu.
La ligne est prolongée le 5 octobre 2007 entre XVIII Dicembre et Porta Nuova, soit 2,1 km et trois stations. La station Porta Susa ne sera mise en service que le 9 septembre 2011.
La ligne est prolongée le 6 mars 2011 entre Porta Nuova et Lingotto, soit 3,6 km et six stations, atteignant ainsi sa longueur actuelle, soit 13,2 kilomètres avec 21 stations jusqu'au Lingotto.
Le dernier prolongement, composé de deux nouvelles stations entre Lingotto et Bengasi, a été mis en service le 23 avril 2021,.

### Le coût de la ligne
Le coût de la construction de la ligne 1 s'est élevé à 1 046 millions d'euros, dont 741 millions pour le tronçon Fermi - Porta Nuova de 9,6 km (77 millions/km) et 305 millions pour le tronçon Porta Nuova - Lingotto de 3,6 km (85 millions/km). La société Geodata donne toutefois des montants sensiblement inférieur, 650 millions d'euros, pour la phase 1.

## Réseau actuel
La ligne relie les deux gares principales des lignes de chemins de fer italiennes (Ferrovie dello Stato) à Turin, les gares de Porta Susa et Porta Nuova et permet la desserte du Lingotto où se trouvent d'anciennes usines Fiat reconverties en centre d'expositions et Piazza Bengasi.
Les stations, distantes en moyenne de 550 mètres, ont une longueur de quais de 60 m, ce qui les rend aptes à recevoir des rames jumelées d'une longueur de 52 m et d'une capacité de 440 places.

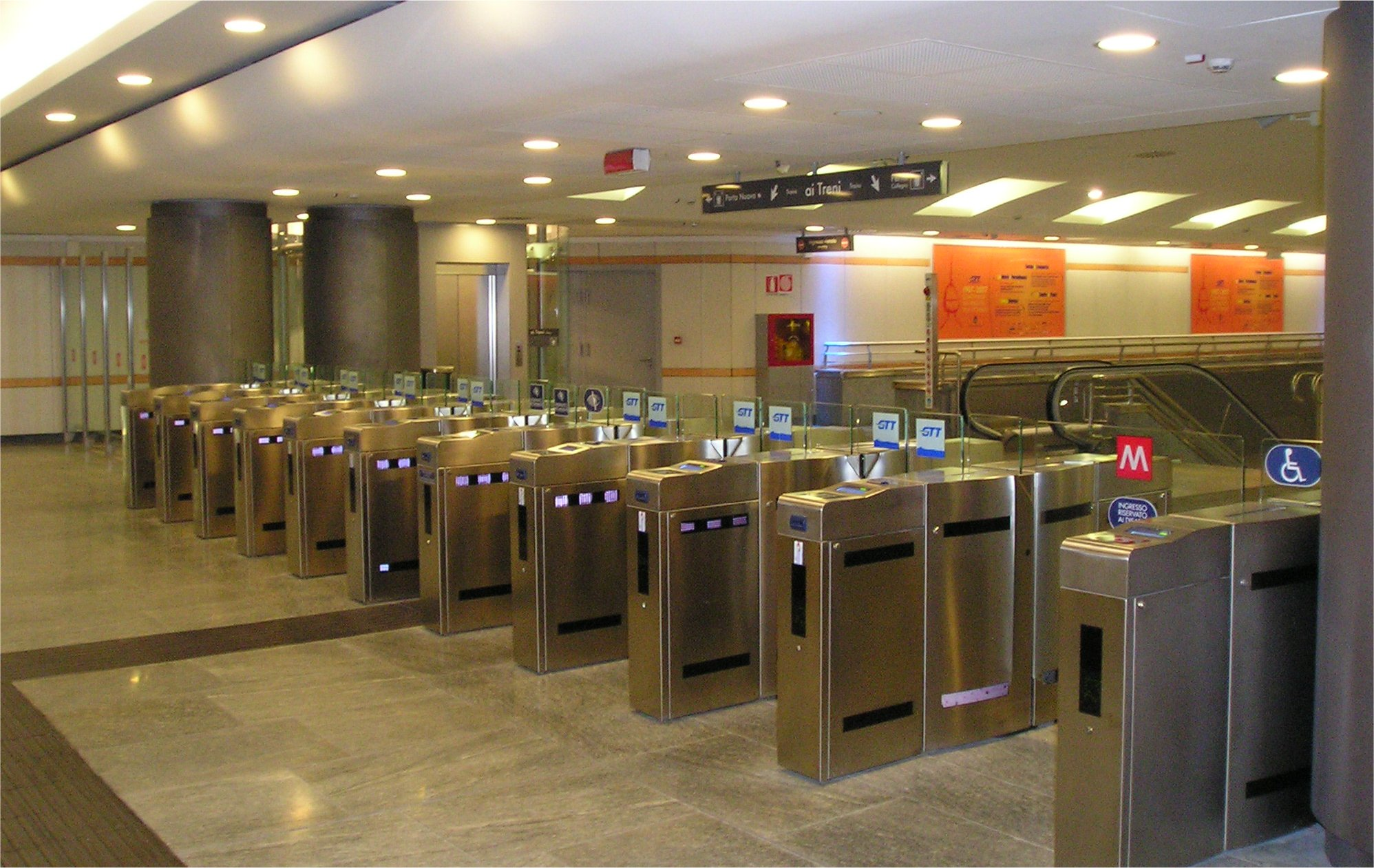
Portillon d'accès en station.

Le terminus ouest de la ligne est situé à proximité des ateliers d'entretien et du poste de commande centralisé.

### Stations
Les stations sont équipées d'un système de contrôle d'accès et de billetterie sans contact produit et installé par la société Thales.
Les accès aux quais des stations sont équipés d'ascenseurs et d'escaliers roulants.

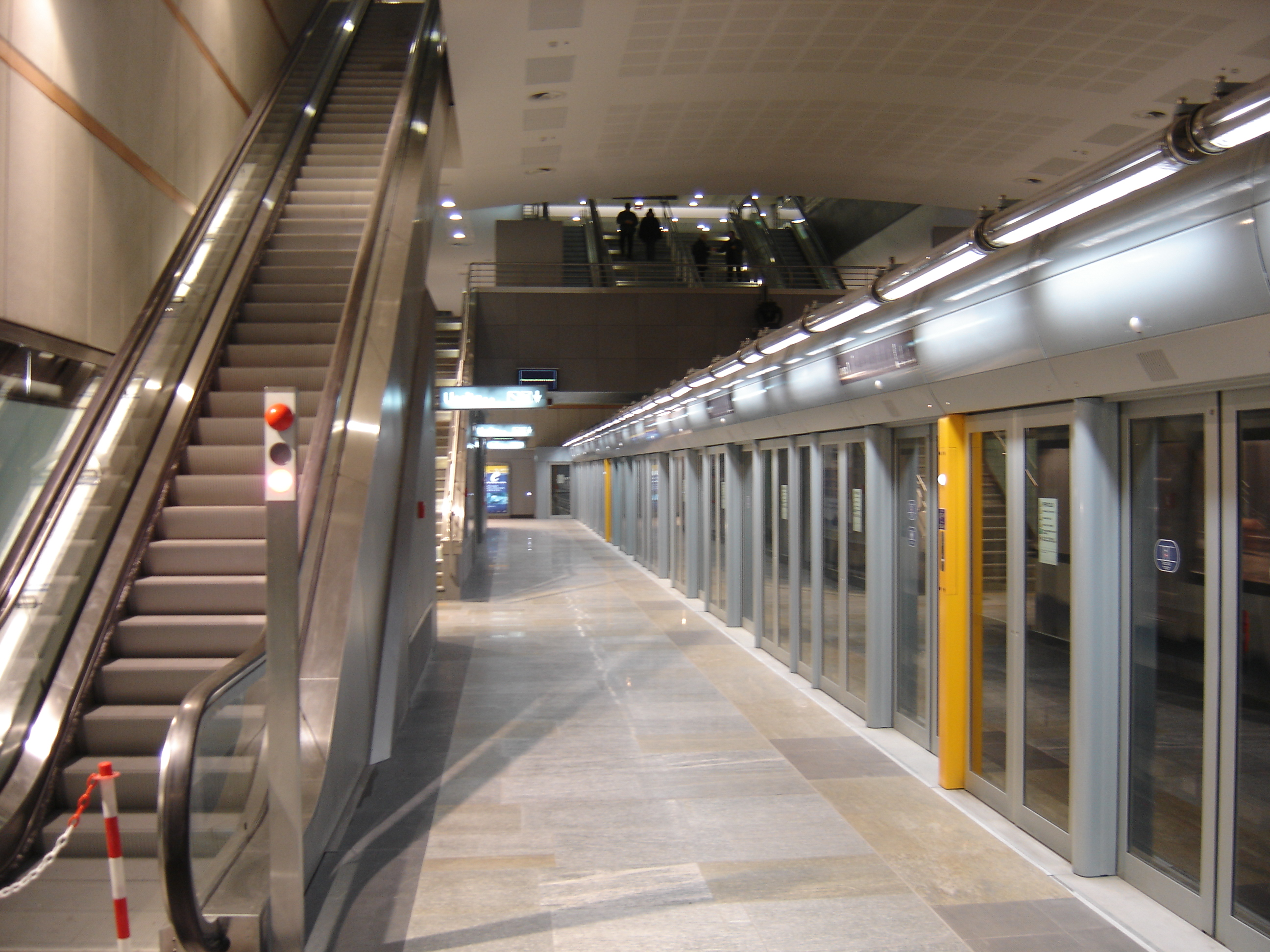
Station Fermi.

Les quais des stations du métro sont équipées de portes palières.

## Équipements de la ligne
La technologie utilisée est celle du VAL mis au point par la société Matra (aujourd'hui Siemens Transportation Systems).

### Matériel roulant
La ligne est équipée de 58 doublets VAL 208 de largeur de 2,08 m (commandes de 46 rames soit 23 trains en 2001, livrées par lots à partir de mars 2004 jusqu'au premier trimestre 2007), puis 12 rames commandées début 2007 pour l'extension vers Lingotto soit 29 trains de deux rames. Le VAL est un métro léger sur pneu sans conducteur. À Turin, le train est composé de deux rames bidirectionnels (doublet) de 26 m, constituées de deux voitures accouplées de manière permanente. Chaque voiture possède trois portes de chaque côté. Les places assises de chaque voiture peuvent être aménagées de manière modulaire : avec les strapontins utilisés 31 passagers peuvent s'asseoir et 31 ont une place debout, avec les strapontins fermés 19 ont une place assise et 91 ont une place debout. Chaque train peut transporter jusqu'à 440 passagers. Les véhicules sont équipés d'une vidéosurveillance à bord.
La gestion préventive de la maintenance est assurée par des logiciels de la société Carl Master.
Le 4 février 2022, Alstom est désigné lauréat d'un appel d'offres visant à équiper la ligne 1 d'un pilotage automatique CBTC de nouvelle génération. En outre, la constructeur français doit livrer 4 rames Metropolis de 52 m de long et disposant d'une intercirculation intégrale à l'horizon 2024. Une tranche optionnelle de 12 rames supplémentaires est prévue. Ces rames seront identiques à celles commandées à Lille pour le doublement de la ligne 1.
| Modèle            | Mise en service | Nombre de rames | Composition       | Constructeur | Particularités                                                 | Illustration |
| ----------------- | --------------- | --------------- | ----------------- | ------------ | -------------------------------------------------------------- | ------------ |
| VAL 208 NG        | 2006 - 2007     | 58              | A01-B01 à A58-B58 | Siemens      | Exploitation en unité multiple pour former des trains de 52 m. |              |
| Alstom Metropolis | 2024 (prévu)    | 4               | -                 | Alstom       | Rames à 4 caisses de 52 m.                                     |              |

### Courants forts
L'énergie de traction est délivrée par des sous-stations alimentant en courant continu d'une tension de 750 volts.

### Automatismes et signalisation
Toutes les données concernant les états des trains et des gares sont transmises à la salle de contrôle centrale PCC, installé dans le bâtiment du garage-atelier situé en déviation à partir de la station Fermi, qui fournit trois fonctions principales :
- fonction de sécurité dans la logique trafic / traction dans les différentes sections du métro et du système de conduite automatique ;
- fonctions de communication et de vidéosurveillance en station (24 caméras par station) et à bord des trains (8 caméras par train) ;
- gestion télématique des équipements électroniques en station et à bord.

Bien qu'automatique, la ligne dispose d'une signalisation lumineuse utilisée notamment en cas de conduite manuelle à vue.

## Exploitation et fréquentation
Le métro est en service à partir de 5 h 30 en semaine (7 h dimanche et jour de fêtes) avec un dernier départ de terminus vers minuit.
À une vitesse moyenne de 32 km/h, le débit de la ligne est de 15 000 personnes à l'heure dans chaque sens. L'intervalle entre deux rames, de quatre à six minutes en heures creuses, est réduit à deux minutes aux heures de pointe. Un intervalle de 90 secondes est possible.

### Fréquentation
Lors de sa première année d'exploitation, le métro de Turin connaît une croissance régulière du nombre de passagers : après un pic de 30 000 passagers par jour de semaine en février du fait des Jeux olympiques, de 25 000 usagers quotidiens en avril, la fréquentation atteint 40 000 passagers par jour en août 2006.
Par la suite, l'augmentation la plus significative s'est produite surtout à l'occasion des extensions de Porta Nuova (2007) et Lingotto (2011). Fin 2007, le nombre moyen de passagers était de 67 000 par jour. En 2009, 90 000 passagers par jour ont été atteints, pour dépasser 130 000 avec l'extension de l'itinéraire et l'ouverture de l'arrêt Porta Susa en 2011 (avec un total annuel de 34,2 millions de passagers).
Lors d'événements spéciaux, le trafic quotidien peut atteindre 200 000 passagers.
L'augmentation a été régulière depuis 2011, malgré l'absence d'extension, et semble se stabiliser autour de 42 millions de passagers par an depuis 2015.

## Projets d'extension

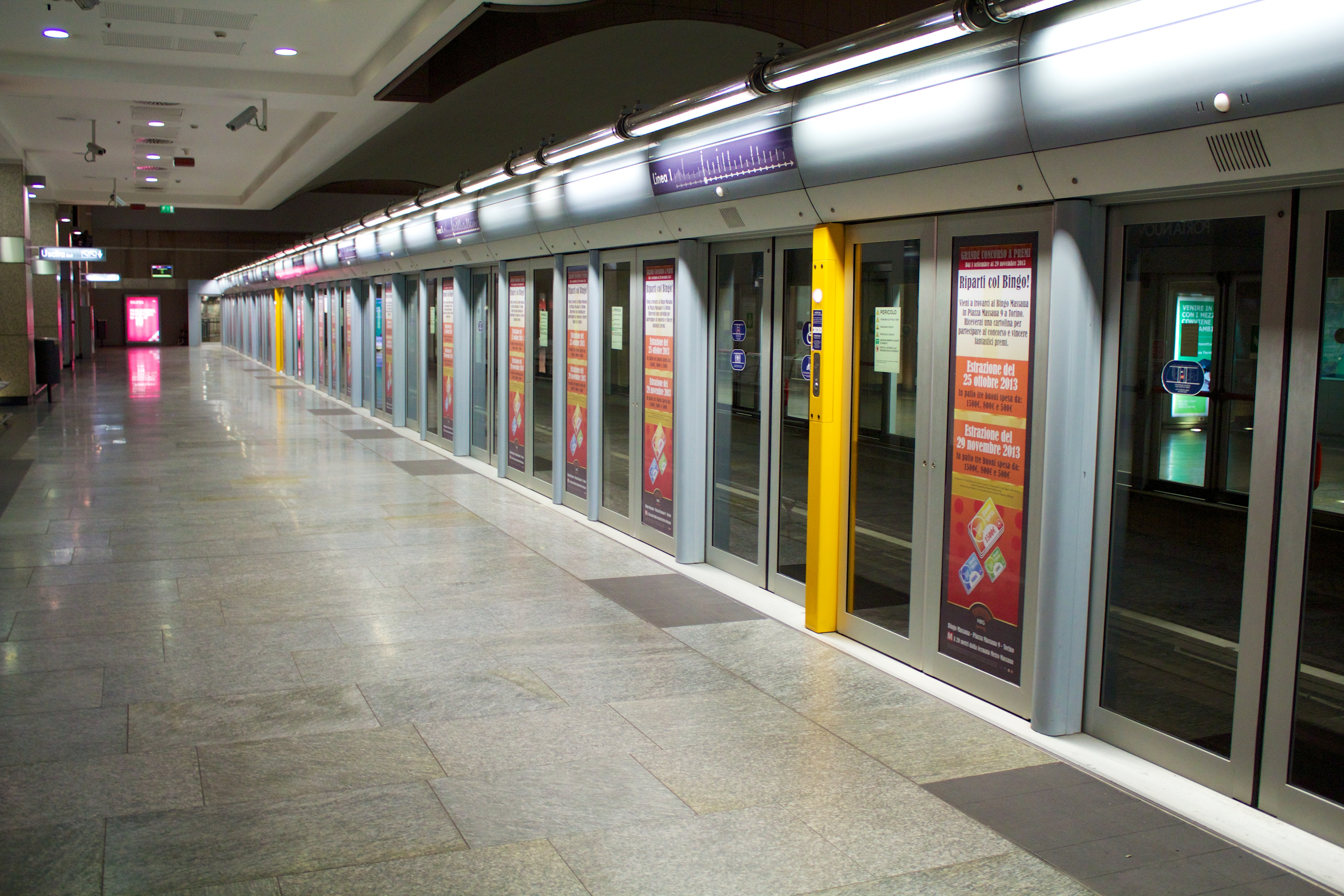
Métro de Turin, station Porta Nuova

### Extensions de la ligne 1, en construction

#### Une extension vers l'ouest
Une extension ouest de 3,4 km vers Rivoli a été approuvée en février 2015, reliant la station Fermi à Cascine Vica dans la municipalité de Rivoli avec trois stations intermédiaires à Certosa, Collegno Centro, Leumann. La construction a commencé fin 2019, une mise en service est annoncée pour le printemps 2024.
Une extension vers l'ouest jusqu'à Rosta a été proposée.

### Le projet de ligne 2
Le projet de ligne 2, 28 km et 32 stations, annoncé dès 2015, est au stade des études. La ligne relierait le nord au sud en passant par la station Porta Nuova qui offrira une correspondance avec la ligne 1 du métro de Turin. Le 4 février 2020, le Conseil municipal de Turin a approuvé le projet de faisabilité technico-économique. Le financement du projet par l’État italien, pour un montant de 828 millions d'euros d'un projet dont le coût total est de trois milliards d'euros, est annoncé en novembre 2019.